# Puck Pieterse
Puck Pieterse   (Amersfoort, 13 de maig de 2002) és una ciclista neerlandesa. Actualment corre a l'equip ciclista femení del Fenix-Deceuninck. Competeix en ciclisme de carretera, ciclocròs i bicicleta de muntanya.

## Palmarès en ciclocròs
- 2018–2019
  -  Campiona neerlandesa de ciclocròs junior
  - 1a Leudelange
- 2019–2020
  -  Campiona d'Europa de ciclocròs junior
- 2020–2021
  -  Campiona d'Europa de ciclocròs sub-23
- 2021–2022
  -  Campiona del món de ciclocròs sub-23
  - - Copa del Món
    - 1a classificada sub-23
- 2022–2023
  -  Campiona d'Europa de ciclocròs sub-23
  -  Campiona neerlandesa de ciclocròs
  - 1a Oisterwijk
  - - Copa del Món
    - 1a Overijse
    - 1a Hulst
    - 1a Val di Sole
    - 1a Besançon

  - - Superprestige
    - 1a Diegem

  - X²O Badkamers Trophy
    - 1a Herentals

- 2023-2024
  - - Copa del Món
    - 1a Gavere
    - 1a Hulst
    - 1a Zonhoven

  - - Superprestige
    - 1a Diegem

- 2024-2025
  -  Campiona neerlandesa de ciclocròs
  - - X²O Badkamers Trophy
    - 1a Coxyde

## Palmarès en bicicleta de muntanya
- 2020
  -  Campiona neerlandesa de Cross-country junior
- 2022
  -  Campiona d'Europa de Cross-country sub-23
  -  Campiona d'Europa de relleus mixtes
- 2023
  -  Campiona d'Europa de Cross-country
  -  Campiona neerlandesa de Cross-country
  - Campiona de l'UCI XCO World Cup
  - Campiona de l'UCI XCC World Cup
- 2024
  -  Campiona del món de XCO

## Palmarès en carretera
- 2024
  -  Campiona del Món de ciclisme en ruta sub-23
  - Vencedora d'una etapa al Tour de França
- 2025
  - 1a a la Fletxa Valona

### Resultats a les Grans voltes

#### Tour de França
- 2024: 11a, vencedora de la 4a etapa i  vencedora de la classificació de les joves
- 2025: 24a posició